# Irpex cremor
Irpex cremor är en svampart som tillhör divisionen basidiesvampar, och som beskrevs av Miettinen, Niemelä och Leif Ryvarden. Irpex cremor ingår i släktet Irpex, och familjen Steccherinaceae. Arten har ej påträffats i Sverige.